# جورج ويغنر باوس
جورج ويغنر باوس (بالنرويجية البوكمول: George Wegner Paus)‏ هو محامي نرويجي، ولد في 14 أكتوبر 1882 في أوسلو في النرويج، وتوفي في 22 ديسمبر 1923.